# Campionat d'Europa d'atletisme de 2014
El Campionat d'Europa d'atletisme de 2014 fou la 22a edició del Campionat d'Europa d'atletisme organitzat sota la supervisió de l'Associació Europea d'Atletisme. La competició tingué lloc a Zúric (Suïssa) entre els dies 12 i 17 d'agost. Hi participaren un total de 1439 atletes de 50 federacions atlètiques diferents, que competeiren en 47 proves, a l'estadi Letzigrund de Zuric.
Aquesta fou la segona ocasió en què Suïssa organitza el Campionat d'atletisme, la primera fou l'any 1954.

## Calendari
| S | Sèries | Q | Qualificació | ½ | Semifinals | F | Final |

| Data →                 | 12 | 12 | 13 | 13 | 13 | 14 | 14 | 14 | 15 | 15 | 16 | 16 | 17 | 17 |
| Prova ↓                | M  | A  | M  | A  | A  | M  | A  | A  | M  | A  | M  | A  | M  | A  |
| ---------------------- | -- | -- | -- | -- | -- | -- | -- | -- | -- | -- | -- | -- | -- | -- |
| 100 m                  |    | H  |    | ½  | F  |    |    |    |    |    |    |    |    |    |
| 200 m                  |    |    |    |    |    | S  | ½  | ½  |    | F  |    |    |    |    |
| 400 m                  | H  |    |    | ½  | ½  |    |    |    |    | F  |    |    |    |    |
| 800 m                  | H  |    |    | ½  | ½  |    |    |    |    | F  |    |    |    |    |
| 1.500 m                |    |    |    |    |    |    |    |    | S  |    |    |    |    | F  |
| 5.000 m                |    |    |    |    |    |    |    |    | S  |    |    |    |    | F  |
| 10.000 m               |    |    |    | F  | F  |    |    |    |    |    |    |    |    |    |
| Marató                 |    |    |    |    |    |    |    |    |    |    |    |    | F  |    |
| 110 m tranques         |    |    | S  |    |    |    | ½  | F  |    |    |    |    |    |    |
| 400 m tanques          | S  |    |    | ½  | ½  |    |    |    |    | F  |    |    |    |    |
| 3.000 m obstacles      | S  |    |    |    |    |    | F  | F  |    |    |    |    |    |    |
| relleus 4×100 m        |    |    |    |    |    |    |    |    |    |    |    | S  |    | F  |
| relleus 4×400 m        |    |    |    |    |    |    |    |    |    |    |    | S  |    | F  |
| 20 km marxa            |    |    | F  |    |    |    |    |    |    |    |    |    |    |    |
| 50 km marxa            |    |    |    |    |    |    |    |    | F  |    |    |    |    |    |
| Salt de llargada       |    |    |    |    |    |    |    |    |    | Q  |    |    |    | F  |
| Triple salt            | Q  |    |    |    |    |    | F  | F  |    |    |    |    |    |    |
| Salt d'alçada          |    |    | Q  |    |    |    |    |    |    | F  |    |    |    |    |
| Salt amb perxa         |    |    |    |    |    | Q  |    |    |    |    |    | F  |    |    |
| Llançament de pes      | Q  | F  |    |    |    |    |    |    |    |    |    |    |    |    |
| Llançament de disc     |    | Q  |    | F  | F  |    |    |    |    |    |    |    |    |    |
| Llançament de martell  |    |    |    |    |    | Q  |    |    |    |    |    | F  |    |    |
| Llançament de javelina |    |    |    |    |    |    | Q  | Q  |    |    |    |    |    | F  |
| Decatló                | F  | F  | F  | F  | F  |    |    |    |    |    |    |    |    |    |

| Data                   | 12 | 12 | 13 | 13 | 13 | 14 | 14 | 15 | 15 | 16 | 16 | 17 | 17 |
| Prova ↓                | M  | A  | M  | A  | A  | M  | A  | M  | A  | M  | A  | M  | A  |
| ---------------------- | -- | -- | -- | -- | -- | -- | -- | -- | -- | -- | -- | -- | -- |
| 100 m                  | S  |    |    | ½  | F  |    |    |    |    |    |    |    |    |
| 200 m                  |    |    |    |    |    | S  | ½  |    | F  |    |    |    |    |
| 400 m                  |    | S  |    | ½  | ½  |    |    |    | F  |    |    |    |    |
| 800 m                  |    |    | S  |    |    |    | ½  |    |    |    | F  |    |    |
| 1500 m                 | S  |    |    |    |    |    |    |    | F  |    |    |    |    |
| 5.000 m                |    |    |    |    |    | S  |    |    |    |    | F  |    |    |
| 10.000 m               |    | F  |    |    |    |    |    |    |    |    |    |    |    |
| Marató                 |    |    |    |    |    |    |    |    |    | F  |    |    |    |
| 100 m tanques          | S  | ½  |    | F  | F  |    |    |    |    |    |    |    |    |
| 400 m tanques          |    |    | S  |    |    |    | ½  |    |    |    | F  |    |    |
| 3.000 m obstacles      |    |    |    |    |    |    |    | S  |    |    |    |    | F  |
| relleus 4×100 m        |    |    |    |    |    |    |    |    |    |    | S  |    | F  |
| relleus 4×400 m        |    |    |    |    |    |    |    |    |    |    | S  |    | F  |
| 20 km marxa            |    |    |    |    |    | F  |    |    |    |    |    |    |    |
| -                      |    |    |    |    |    |    |    |    |    |    |    |    |    |
| Salt de llargada       |    | Q  |    | F  | F  |    |    |    |    |    |    |    |    |
| Triple salt            |    |    |    | Q  | Q  |    |    |    |    |    | F  |    |    |
| Salt d'alçada          |    |    |    |    |    |    |    | Q  |    |    |    |    | F  |
| Salt amb perxa         | Q  |    |    |    |    |    | F  |    |    |    |    |    |    |
| Llançament de pes      |    |    |    |    |    |    |    | Q  |    |    |    |    | F  |
| Llançament de disc     |    |    |    |    |    |    |    | Q  |    |    | F  |    |    |
| Llançament de martell  |    |    | Q  |    |    |    |    |    | F  |    |    |    |    |
| Llançament de javelina | Q  |    |    |    |    |    | F  |    |    |    |    |    |    |
| Heptatló               |    |    |    |    |    | F  | F  | F  | F  |    |    |    |    |

## Participants
- Albània (2)
- Alemanya (93)
- Andorra (2)
- Armènia (3)
- Àustria (13)
- Azerbaidjan (2)
- Belarús (29)
- Bèlgica (35)
- Bòsnia i Hercegovina (4)
- Bulgària (22)
- Croàcia (23)
- Dinamarca (14)
- Eslovàquia (25)
- Eslovènia (15)
- Espanya (74)
- Estònia (26)
- Finlàndia (39)
- França (57)
- Geòrgia (3)
- Gibraltar (3)
- Regne Unit (74)
- Grècia (26)
- Hongria (25)
- Islàndia (5)
- Irlanda (25)
- Israel (10)
- Itàlia (78)
- Letònia (26)
- Liechtenstein (1)
- Lituània (34)
- Luxemburg (4)
- Macedònia del Nord (2)
- Malta (2)
- Moldàvia (3)
- Mònaco (1)
- Montenegro (1)
- Noruega (40)
- Països Baixos (43)
- Polònia (62)
- Portugal (44)
- Txèquia (42)
- Romania (20)
- Rússia (93)
- San Marino (2)
- Sèrbia (11)
- Suècia (60)
- Suïssa (53)
- Turquia (29)
- Ucraïna (70)
- Xipre (7)

## Proves

### Categoria masculina
| Esdeveniment | Or | Or           | Plata                                                                                    | Plata       | Bronze                                                                    | Bronze      |
| 100 metres llisos detalls | James Dasaolu · Regne Unit                                                                                         | 10.06        | Christophe Lemaître · França                                                             | 10.13       | Harry Aikines-Aryeetey · Regne Unit                                       | 10.22       |
| 200 metres llisos detalls | Adam Gemili · Regne Unit                                                                                           | 19.98        | Christophe Lemaître · França                                                             | 20.15       | Serhiy Smelyk · Ucraïna                                                   | 20.30 PB    |
| 400 metres llisos detalls | Martyn Rooney · Regne Unit                                                                                         | 44.71        | Matthew Hudson-Smith · Regne Unit                                                        | 44.75 PB    | Donald Sanford · Israel                                                   | 45.27 NR    |
| 800 metres llisos detalls | Adam Kszczot · Polònia                                                                                             | 1:44.15 SB   | Artur Kuciapski · Polònia                                                                | 1:44.89 PB  | Mark English · Irlanda                                                    | 1:45.03 =SB |
| 1500 metres llisos detalls | Mahiedine Mekhissi-Benabbad · França                                                                               | 3:45.60      | Henrik Ingebrigtsen · Noruega                                                            | 3:46.10     | Chris O'Hare · Regne Unit                                                 | 3:46.18     |
| 5.000 metres detalls | Mo Farah · Regne Unit                                                                                              | 14:05.82     | Hayle Ibrahimov · Azerbaidjan                                                            | 14:08.32    | Andy Vernon · Regne Unit                                                  | 14:09.48    |
| 10.000 metres detalls | Mo Farah · Regne Unit                                                                                              | 28:08.01     | Andy Vernon · Regne Unit                                                                 | 28:08.66 SB | Ali Kaya · Turquia                                                        | 28:08.72 PB |
| Marató detalls | Daniele Meucci · Itàlia                                                                                            | 2:11:08      | Yared Shegumo · Polònia                                                                  | 2:12:00     | Aleksey Reunkov · Rússia                                                  | 2:12:15     |
| 110 metres tanques detalls | Sergey Shubenkov · Rússia                                                                                          | 13.19        | William Sharman · Regne Unit                                                             | 13.27       | Pascal Martinot-Lagarde · França                                          | 13.29       |
| 400 metres tanques detalls | Kariem Hussein · Suïssa                                                                                            | 48.96        | Rasmus Mägi · Estònia                                                                    | 49.06       | Denis Kudryavtsev · Rússia                                                | 49.16       |
| 3000 metres obstacles detalls | Yoann Kowal · França                                                                                               | 8:26.66      | Krystian Zalewski · Polònia                                                              | 8:27.11     | Àngel Mullera · Espanya                                                   | 8:29.16     |
| 20km marxa detalls | Miguel Ángel López · Espanya                                                                                       | 1:19:44      | Aleksandr Ivanov · Rússia                                                                | 1:19:45 PB  | Denis Strelkov · Rússia                                                   | 1:19:46 PB  |
| 50km marxa detalls | Yohann Diniz · França                                                                                              | 3:32:33 WR   | Matej Tóth · Eslovàquia                                                                  | 3:36:21 NR  | Ivan Noskov · Rússia                                                      | 3:37:41     |
| 4x100 metres relleus detalls | Regne UnitAdam Gemili · Richard Kilty · Harry Aikines-Aryeetey · James Ellington · Daniel Talbot*                  | 37.93        | AlemanyaJulian Reus · Sven Knipphals · Alexander Kosenkow · Lucas Jakubczyk              | 38.09 SB    | FrançaPierre Vincent · Christophe Lemaitre · Teddy Tinmar · Ben Bassaw    | 38.47       |
| 4x400 metres relleus detalls | Regne UnitMartyn Rooney · Michael Bingham · Conrad Williams · Matthew Hudson-Smith · Nigel Levine* · Rabah Yousif* | 2:58.79      | RússiaMaksim Dyldin · Pavel Ivashko · Nikita Uglov · Vladimir Krasnov · Pavel Trenikhin* | 2:59.38 SB  | PolòniaRafał Omelko · Kacper Kozłowski · Łukasz Krawczuk · Jakub Krzewina | 2:59.85 SB  |
| Salt d'alçada detalls | Bohdan Bondarenko · Ucraïna                                                                                        | 2.35         | Andriy Protsenko · Ucraïna                                                               | 2.33        | Ivan Ukhov · Rússia                                                       | 2.30        |
| Salt de perxa detalls | Renaud Lavillenie · França                                                                                         | 5.90         | Paweł Wojciechowski · Polònia                                                            | 5.70        | Jan Kudlička · Txèquia                                                    | 5.70        |
| Salt de perxa detalls | Renaud Lavillenie · França                                                                                         | 5.90         | Paweł Wojciechowski · Polònia                                                            | 5.70        | Kévin Menaldo · França                                                    | 5.70        |
| Salt de llargada detalls | Greg Rutherford · Regne Unit                                                                                       | 8.29         | Louis Tsatoumas · Grècia                                                                 | 8.15        | Kafétien Gomis · França                                                   | 8.14        |
| Triple salt detalls | Benjamin Compaoré · França                                                                                         | 17.46        | Lyukman Adams · Rússia                                                                   | 17.09       | Aleksey Fyodorov · Rússia                                                 | 17.04       |
| Llançament de pes detalls | David Storl · Alemanya                                                                                             | 21.41        | Borja Vivas · Espanya                                                                    | 20.86       | Tomasz Majewski · Polònia                                                 | 20.83       |
| Llançament de disc detalls | Robert Harting · Alemanya                                                                                          | 66.07        | Gerd Kanter · Estònia                                                                    | 64.75       | Robert Urbanek · Polònia                                                  | 63.81       |
| Llançament de javelina detalls | Antti Ruuskanen · Finlàndia                                                                                        | 88.01 PB     | Vítězslav Veselý · Txèquia                                                               | 84.79       | Tero Pitkämäki · Finlàndia                                                | 84.40       |
| Llançament de martell detalls | Krisztián Pars · Hongria                                                                                           | 82.69 WL, PB | Paweł Fajdek · Polònia                                                                   | 82.05       | Sergej Litvinov · Rússia                                                  | 79.35 SB    |
| Decatló detalls | Andrei Krauchanka · Belarús                                                                                        | 8616 WL      | Kévin Mayer · França                                                                     | 8521 NR     | Ilya Shkurenyov · Rússia                                                  | 8498 PB     |
| AR Rècord del continent \| CR Rècord del campionat \| NR Rècord nacional \| OR Rècord olímpic \| PB/PR Millor marca personal/Rècord personal SB Millor marca personal de la temporada \| WL Millor marca mundial de l'any \| WR Rècord del món | |              |                                                                                          |             |                                                                           |             |

(*) aquests corredors només participaren en les sèries

### Categoria femenina
| Esdeveniment | Or | Or               | Plata | Plata      | Bronze | Bronze     |
| 100 metres llisos detalls | Dafne Schippers · Països Baixos                                                                                      | 11.12            | Myriam Soumaré · França                                                                                     | 11.16      | Ashleigh Nelson · Regne Unit                                                                                | 11.22      |
| 200 metres llisos detalls | Dafne Schippers · Països Baixos                                                                                      | 22.03 WL, NR     | Jodie Williams · Regne Unit                                                                                 | 22.46 PB   | Myriam Soumaré · França                                                                                     | 22.58      |
| 400 metres llisos detalls | Libania Grenot · Itàlia                                                                                              | 51.10            | Olha Zemlyak · Ucraïna                                                                                      | 51.36      | Indira Terrero · Espanya                                                                                    | 51.38 SB   |
| 800 metres llisos detalls | Maryna Arzamasava · Belarús                                                                                          | 1:58.15          | Lynsey Sharp · Regne Unit                                                                                   | 1:58.80 PB | Joanna Jóźwik · Polònia                                                                                     | 1:59.63 PB |
| 1500 metres llisos detalls | Sifan Hassan · Països Baixos                                                                                         | 4:04.18          | Abeba Aregawi · Suècia                                                                                      | 4:05.08    | Laura Weightman · Regne Unit                                                                                | 4:06.32    |
| 5.000 metres llisos detalls | Meraf Bahta · Suècia                                                                                                 | 15:31.39         | Sifan Hassan · Països Baixos                                                                                | 15:31.79   | Susan Kuijken · Països Baixos                                                                               | 15:32.82   |
| 10.000 metres llisos detalls | Joanne Pavey · Regne Unit                                                                                            | 32:22.39         | Clémence Calvin · França                                                                                    | 32:23.58   | Laila Traby · França                                                                                        | 32:26.03   |
| Marató detalls | Christelle Daunay · França                                                                                           | 2:25:14 CR       | Valeria Straneo · Itàlia                                                                                    | 2:25:27    | Jéssica Augusto · Portugal                                                                                  | 2:25:41    |
| 100 metres tanques detalls | Tiffany Porter · Regne Unit                                                                                          | 12.76            | Cindy Billaud · França                                                                                      | 12.79      | Cindy Roleder · Alemanya                                                                                    | 12.82 PB   |
| 400 metres tanques detalls | Eilidh Child · Regne Unit                                                                                            | 54.48            | Anna Titimets · Ucraïna                                                                                     | 54.56 PB   | Irina Davydova · Rússia                                                                                     | 54.60 SB   |
| 3000 metres obstacles detalls | Antje Möldner-Schmidt · Alemanya                                                                                     | 9:29:43 SB       | Charlotta Fougberg · Suècia                                                                                 | 9:30:16    | Diana Martín · Espanya                                                                                      | 9:30:70 PB |
| 20km marxa detalls | Elmira Alembekova · Rússia                                                                                           | 1:27:56          | Lyudmyla Olyanovska · Ucraïna                                                                               | 1:28:07    | Anežka Drahotová · Txèquia                                                                                  | 1:28:08 NR |
| 4x100 metres relleus detalls | Regne UnitAsha Philip · Ashleigh Nelson · Jodie Williams · Desiree Henry · Anyika Onuora*                            | 42.24 NR         | FrançaCéline Distel-Bonnet · Ayodelé Ikuesan · Myriam Soumaré · Stella Akakpo                               | 42.45      | RússiaMarina Panteleyeva · Natalia Rusakova · Kristina Sivkova · Yelizaveta Savlinis · Yekaterina Vukolova* | 43.22 SB   |
| 4x400 metres relleus detalls | FrançaMarie Gayot · Muriel Hurtis-Houairi · Agnès Raharolahy · Floria Guei · Estelle Perrossier* · Phara Anacharsis* | 3:24.27          | UcraïnaNataliya Pyhyda · Hrystyna Stuy · Hanna Ryzhykova · Olha Zemlyak · Daryna Prystupa* · Olha Lyakhova* | 3:24.32 SB | Regne UnitEilidh Child · Kelly Massey · Shana Cox · Margaret Adeoye · Emily Diamond* · Victoria Ohuruogu*   | 3:24.34 SB |
| Salt d'alçada detalls | Ruth Beitia · Espanya                                                                                                | 2.01 WL          | Mariya Kuchina · Rússia                                                                                     | 1.99       | Ana Šimić · Croàcia                                                                                         | 1.99 PB    |
| Salt de perxa detalls | Anzhelika Sidorova · Rússia                                                                                          | 4.65             | Ekateríni Stefanídi · Grècia                                                                                | 4.60       | Angelina Zhuk-Krasnova · Rússia                                                                             | 4.60       |
| Salt de llargada detalls | Éloyse Lesueur · França                                                                                              | 6.85             | Ivana Španović · Sèrbia                                                                                     | 6.81       | Darya Klishina · Rússia                                                                                     | 6.65       |
| Triple salt detalls | Olha Saladuha · Ucraïna                                                                                              | 14.73 SB         | Ekaterina Koneva · Rússia                                                                                   | 14.69      | Irina Gumenyuk · Rússia                                                                                     | 14.46 SB   |
| Llançament de pes detalls | Christina Schwanitz · Alemanya                                                                                       | 19.90            | Yevgeniya Kolodko · Rússia                                                                                  | 19.39 SB   | Anita Márton · Hongria                                                                                      | 19.04 NR   |
| Llançament de disc detalls | Sandra Perković · Croàcia                                                                                            | 71.08 NR         | Mélina Robert-Michon · França                                                                               | 65.33      | Shanice Craft · Alemanya                                                                                    | 64.33      |
| Llançament de javelina detalls | Barbora Špotáková · Txèquia                                                                                          | 64.41            | Tatjana Jelača · Sèrbia                                                                                     | 64.21 NR   | Linda Stahl · Alemanya                                                                                      | 63.91      |
| Llançament de martell detalls | Anita Włodarczyk · Polònia                                                                                           | 78.76 WL, CR, NR | Martina Hrašnová · Eslovàquia                                                                               | 74.66      | Joanna Fiodorow · Polònia                                                                                   | 73.67      |
| Heptatló detalls | Antoinette Nana Djimou · França                                                                                      | 6551 SB          | Nadine Broersen · Països Baixos                                                                             | 6498       | Nafissatou Thiam · Bèlgica                                                                                  | 6423       |
| AR Rècord del continent \| CR Rècord del campionat \| NR Rècord nacional \| OR Rècord olímpic \| PB/PR Millor marca personal/Rècord personal SB Millor marca personal de la temporada \| WL Millor marca mundial de l'any \| WR Rècord del món | |                  | |            | |            |

(*) aquestes corredores només participaren en les sèries

## Medaller
País amfitrió 
| Posició | País          | Or | Plata | Bronze | Total |
| 1       | Regne Unit    | 12 | 5     | 6      | 23    |
| 2       | França        | 9  | 8     | 6      | 23    |
| 3       | Alemanya      | 4  | 1     | 3      | 8     |
| 4       | Rússia        | 3  | 6     | 13     | 22    |
| 5       | Països Baixos | 3  | 2     | 1      | 6     |
| 6       | Polònia       | 2  | 5     | 5      | 12    |
| 7       | Ucraïna       | 2  | 5     | 1      | 8     |
| 8       | Espanya       | 2  | 1     | 3      | 6     |
| 9       | Itàlia        | 2  | 1     | 0      | 3     |
| 10      | Belarús       | 2  | 0     | 0      | 2     |
| 11      | Suècia        | 1  | 2     | 0      | 3     |
| 12      | Txèquia       | 1  | 1     | 2      | 4     |
| 13      | Croàcia       | 1  | 0     | 1      | 2     |
| 13      | Finlàndia     | 1  | 0     | 1      | 2     |
| 13      | Hongria       | 1  | 0     | 1      | 2     |
| 16      | Suïssa        | 1  | 0     | 0      | 1     |
| 17      | Eslovàquia    | 0  | 2     | 0      | 2     |
| 17      | Estònia       | 0  | 2     | 0      | 2     |
| 17      | Grècia        | 0  | 2     | 0      | 2     |
| 17      | Sèrbia        | 0  | 2     | 0      | 2     |
| 21      | Azerbaidjan   | 0  | 1     | 0      | 1     |
| 21      | Noruega       | 0  | 1     | 0      | 1     |
| 23      | Bèlgica       | 0  | 0     | 1      | 1     |
| 23      | Irlanda       | 0  | 0     | 1      | 1     |
| 23      | Israel        | 0  | 0     | 1      | 1     |
| 23      | Portugal      | 0  | 0     | 1      | 1     |
| 23      | Turquia       | 0  | 0     | 1      | 1     |